# شمس‌آباد (فشاپویه)
شمس‌آباد روستایی در دهستان حسن‌آباد بخش فشاپویه شهرستان ری استان تهران ایران است.

## جمعیت
بر پایه سرشماری عمومی نفوس و مسکن در سال ۱۳۹۵ جمعیت این روستا ۱٬۴۶۴ نفر (۵۴۶خانوار) بوده‌است.